# آبشار تیزاب
آبشار تیزآب  در فاصله پنج کیلومتری شمال شهر دماوند در نزدیکی محله‌ی دشتمزار قرار گرفته است و یکی از جاذبه‌های گردشگری شهر دماوند و استان تهران است که به دلیل شرایط آب و هوایی و نوع آب منطقه و خواص درمانی همه ساله شمار زیادی گردشگر را بخود جذب می‌کند.	
آب این چشمه تند و گس است.